# Kirgizisztán a 2013-as úszó-világbajnokságon
Kirgizisztán négy úszóval vett részt a 2013-as úszó-világbajnokságon, akik nyolc versenyszámban indultak.

## Úszás
Férfi
| Versenyző        | Verseny                  | Selejtező | Selejtező | Elődöntő          | Elődöntő          | Döntő             | Döntő             |
| Versenyző        | Verseny                  | Idő       | Helyezés  | Idő               | Helyezés          | Idő               | Helyezés          |
| ---------------- | ------------------------ | --------- | --------- | ----------------- | ----------------- | ----------------- | ----------------- |
| Vasilii Danilov  | 100 méteres mellúszás    | 1:06.51   | 62        | Nem jutott tovább | Nem jutott tovább | Nem jutott tovább | Nem jutott tovább |
| Vasilii Danilov  | 200 méteres vegyesúszás  | 2:07.66   | 45        | Nem jutott tovább | Nem jutott tovább | Nem jutott tovább | Nem jutott tovább |
| Damir Davletbaev | 200 méteres mellúszás    | 2:25.73   | 40        | Nem jutott tovább | Nem jutott tovább | Nem jutott tovább | Nem jutott tovább |
| Damir Davletbaev | 50 méteres pillangóúszás | 26.67     | 60        | Nem jutott tovább | Nem jutott tovább | Nem jutott tovább | Nem jutott tovább |
| Kirill Vais      | 50 méteres gyorsúszás    | 24.69     | 65        | Nem jutott tovább | Nem jutott tovább | Nem jutott tovább | Nem jutott tovább |
| Kirill Vais      | 50 méteres mellúszás     | 29.15     | 50        | Nem jutott tovább | Nem jutott tovább | Nem jutott tovább | Nem jutott tovább |

Női
| Versenyző       | Verseny               | Selejtező | Selejtező | Elődöntő          | Elődöntő          | Döntő             | Döntő             |
| Versenyző       | Verseny               | Idő       | Helyezés  | Idő               | Helyezés          | Idő               | Helyezés          |
| --------------- | --------------------- | --------- | --------- | ----------------- | ----------------- | ----------------- | ----------------- |
| Dariya Talanova | 50 méteres mellúszás  | 32.83     | 42        | Nem jutott tovább | Nem jutott tovább | Nem jutott tovább | Nem jutott tovább |
| Dariya Talanova | 100 méteres mellúszás | 1:11.45   | 41        | Nem jutott tovább | Nem jutott tovább | Nem jutott tovább | Nem jutott tovább |